# Hueyatlaco
Hueyatlaco is een archeologische vindplaats  nabij de stad Puebla, in de regio Cuenca del Valsequillo, 75  km ten zuidoosten van Mexico-Stad, Mexico. In de jaren 60 ontdekte een team van archeologen en geologen onder leiding van Juan Armenta Camacho en Cynthia Irwin-Williams stenen werktuigen en artefacten die de vroege moderne mens waardig waren. Andere, ruwere werktuigen werden gevonden op de nabijgelegen vindplaats El Horno. Voor beide sites gaf de geologische analyse van de stratigrafie een datering van ongeveer 250.000 BP. 
In 1967 beweerde Jose L. Lorenzo van het Instituto Nacional de Antropología e Historia dat werktuigen op de site waren geplaatst door lokale arbeiders op zo'n manier dat het moeilijk of onmogelijk was om te bepalen welke artefacten in situ waren ontdekt en welke waren geplaatst.

## Eerste publicaties
Medio 1969 publiceerden Szabo, Malde en Irwin-Williams hun eerste artikel over de datering van de site. De stenen werktuigen werden in situ ontdekt in een laag die ook dierlijke resten bevatte. Koolstofdatering van de dierlijke resten leverde een leeftijd op van meer dan 35.000 BP. Uraniumdatering leverde een leeftijd op van 260.000 BP ± 60.000 BP.
De auteurs gaven geen definitieve verklaring voor de afwijkende resultaten. Malde suggereerde dat de lagen met werktuigen mogelijk geërodeerd waren door een oude beekbedding, waardoor oudere en nieuwere lagen werden gecombineerd en de datering werd bemoeilijkt.
Irwin-Williams citeerde steunbetuigingen van drie prominente archeologen en antropologen (Richard MacNeish, Hannah Marie Wormington en Frederick A. Peterson) die de site onafhankelijk van elkaar hadden bezocht en getuigden van de integriteit van de opgravingen en het professionalisme van de methodologie van de groep.
De publicatie van de verslagen van het onderzoek door het team van archeologen op de site liep enkele jaren vertraging op. Pas in 1975 werd het rapport van dit onderzoek gepresenteerd op een antropologisch congres. 